# Roy O'Donovan
Roy Simon O'Donovan (Cork, Irlanda, 10 de agosto de 1985) es un futbolista irlandés. Juega de delantero y su equipo es el Sydney Olympic F. C. de la National Premier Leagues NSW. 

## Selección nacional
Ha sido internacional con la selección de fútbol sub-21 de Irlanda.

## Clubes
| Club                             | País       | Año       |
| -------------------------------- | ---------- | --------- |
| Cork City F. C.                  | Irlanda    | 2005-2007 |
| Sunderland A. F. C.              | Inglaterra | 2007-2010 |
| Dundee United F. C. (cedido)     | Escocia    | 2008      |
| Blackpool F. C. (cedido)         | Inglaterra | 2009      |
| Southend United F. C. (cedido)   | Inglaterra | 2009      |
| Hartlepool United F. C. (cedido) | Inglaterra | 2010      |
| Coventry City F. C.              | Inglaterra | 2010-2013 |
| Hibernian F. C. (cedido)         | Escocia    | 2012      |
| Northampton Town F. C.           | Inglaterra | 2013-2014 |
| Brunei DPMM F. C.                | Singapur   | 2014-2015 |
| Mitra Kukar F. C.                | Indonesia  | 2015      |
| Central Coast Mariners F. C.     | Australia  | 2015-2017 |
| Newcastle United Jets F. C.      | Australia  | 2017-2019 |
| Brisbane Roar F. C.              | Australia  | 2019-2020 |
| Newcastle United Jets F. C.      | Australia  | 2020-2021 |
| Sydney Olympic F. C.             | Australia  | 2021-     |

## Palmarés

### Campeonatos nacionales
| Título                   | Club            | País    | Año  |
| ------------------------ | --------------- | ------- | ---- |
| Liga irlandesa de fútbol | Cork City F. C. | Irlanda | 2005 |